# Cá sao khổng lồ
Cá sao khổng lồ (danh pháp khoa học: Kathetostoma giganteum) (tiếng Anh: Giant Stargazer) là một loài cá biển thuộc Họ Cá sao (Uranoscopidae), được tìm thấy trên các thềm lục địa quanh New Zealand và là loài đặc hữu của khu vực đó.
Trong tiếng Anh, chúng còn được gọi là monkfish (nghĩa đen: cá thầy tu), nhưng không nên nhầm lẫn chúng với loài monkfish ở Bắc Bán cầu, là loài cá thuộc một chi cá khác hoàn toàn (Lophius) trong một bộ khác, Lophiiformes.